# 広島陸軍兵器補給廠

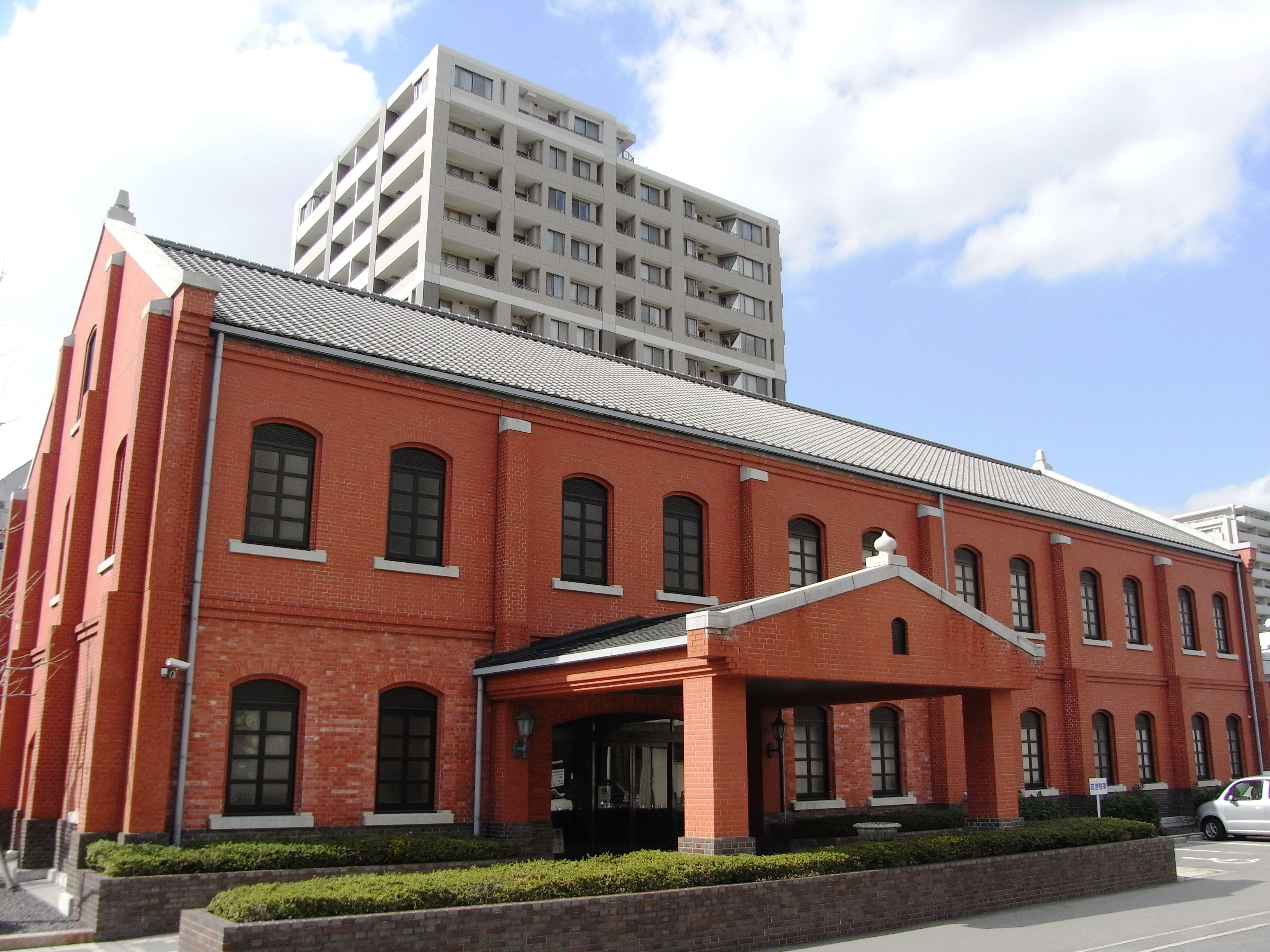
広島大学医学部医学資料館。最後まで残された11号館のレンガの一部を利用し復元的に建築された

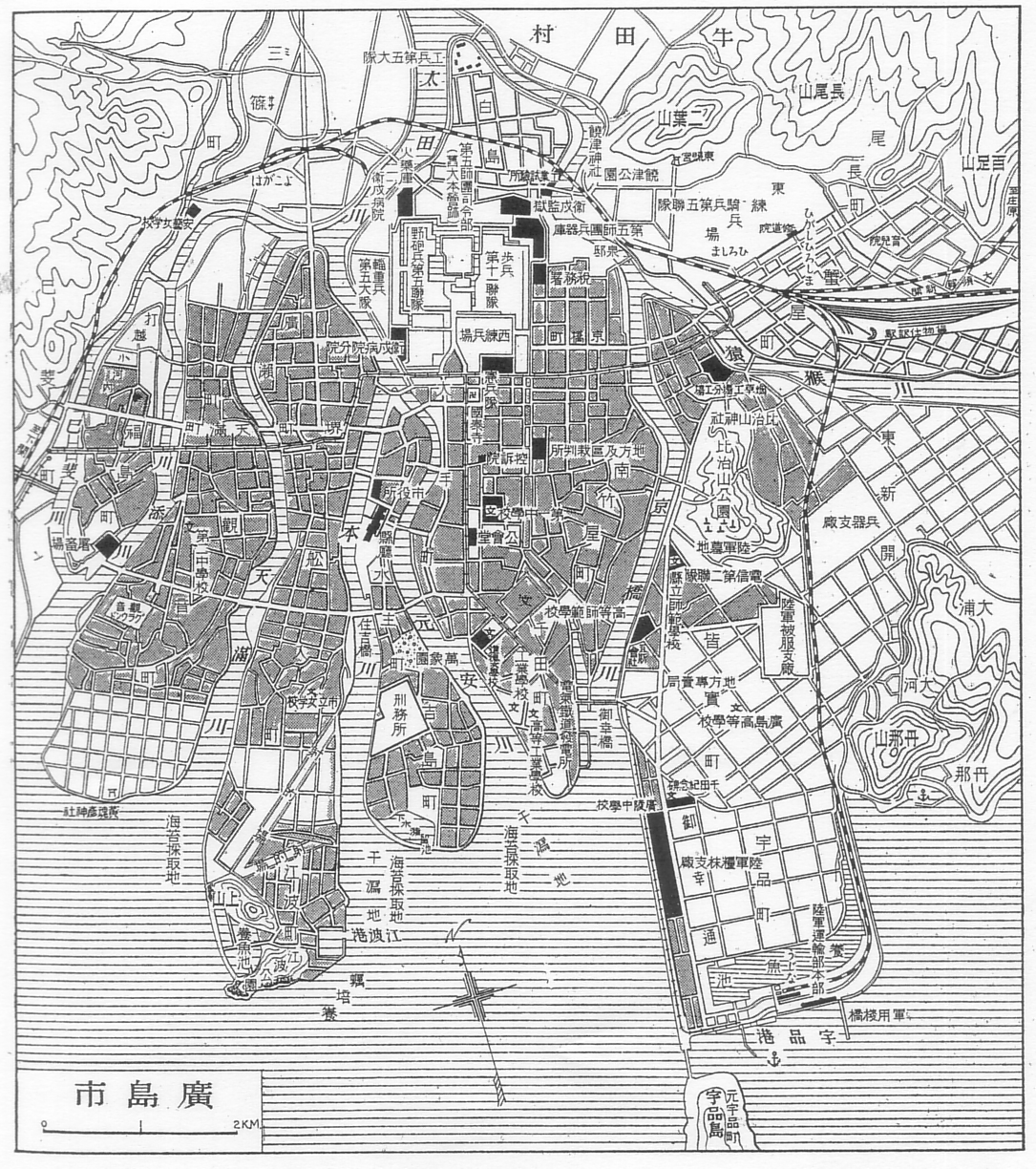
1930年頃の広島市地図。兵器支廠（当時）の位置が示されている。

広島陸軍兵器補給廠（ひろしまりくぐんへいきほきゅうしょう）は、現在の広島市南区霞町に存在していた日本陸軍の施設（1940年以前の名称は「広島陸軍兵器支廠」）。帝国陸軍の武器弾薬の集積・補給を行っており、近隣には陸軍要塞砲兵連隊（のち電信第2連隊 / 比治山本町）・広島陸軍被服支廠（出汐町）・演習砲台などの陸軍施設があった。

## 沿革
- 1887年（明治30年）：基町に大阪砲兵工廠広島派出所が設置される。
- 1905年（明治38年）：広島陸軍兵器支廠に昇格。
- 1906年（明治39年）：東新開町（現在の霞町）に移転。
- 1914年（大正3年）：第1 - 第10兵器庫が完成。
- 1920年（大正9年） - ：第11 - 17兵器庫の建設が行われる。
- 1921年（大正10年）8月8日：火薬の爆発事故により、第9兵器庫が消失。
- 1932年（昭和7年）9月 - 国鉄宇品線の最寄り駅として兵器支廠前停留場（のち比治山駅と改称）が開業。
- 1940年（昭和15年）：広島陸軍兵器補給廠に改称。
- 1945年（昭和20年）8月6日：原子爆弾の投下により被爆。建物自体の被害は軽微であったため、救護所として活用される。
- 1946年（昭和21年）6月 - 1956年（昭和31年）：広島県庁舎として利用される。
- 1957年（昭和32年）10月 - ：広島大学医学部施設として利用。
- 1970年代 - ：施設の解体が始まる。

## 原爆被災
1945年（昭和20年）8月6日の原子爆弾投下では、爆心半径3.0km以内にあり、比治山の陰に入る位置にあったものの爆風により半壊ないしそれに近い被害を受けた。このため修道中学校・崇徳中学校・実践高等女学校（現：広島修道大学ひろしま協創中学校・高等学校）など勤労動員されていた生徒の多数が被爆・死傷した（当日の広島では、兵器廠以外にも建物疎開などに多数の学生・生徒が動員されていたため、動員学徒の全員が死亡した例も多い）。当時修道中学に在学していた平山郁夫（のち日本画家）もこの時負傷した学生の一人である。また被爆直後市内から撮影されたキノコ雲の写真の一つは、当日カメラを隠し持っていた動員学徒によってこの地点から撮影された。

## 現況

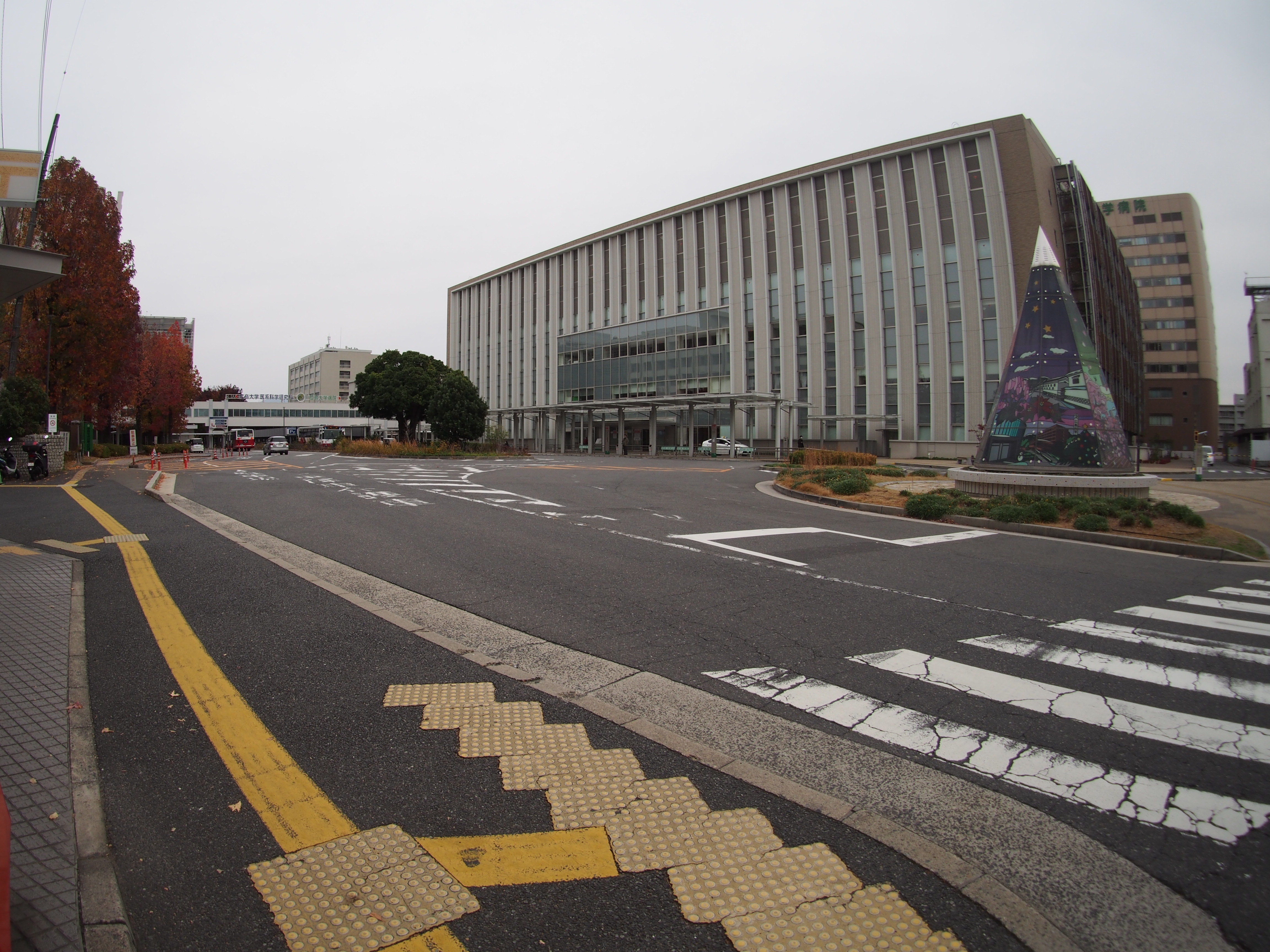
現在の広島大学霞キャンパス正門 / かつての陸軍兵器補給廠正門の位置にある

第二次世界大戦後に日本陸軍が解体・消滅した後には広島県庁の仮庁舎として使用された後、広島大学の医療系学部や広島大学病院が跡地に移転し（広大霞キャンパス）、かつての補給廠の建物は医学部の食堂などに転用されていた。
だが、1970年代以降次々と旧補給廠の建物の解体が行われ、最後まで「医学資料館」として使用し保存されていた11号館（第11兵器庫）も1999年（平成11年）に解体された。その際、外壁の一部が広島市中区の修道中学・高等学校で被爆建物として保存・展示されている（また現在の医学資料館は取り壊されたレンガの一部を利用し復元的に建築されたレプリカであり、いわゆる「陸軍の三廠」のうち、当時の工場あるいは倉庫が現状保存されている広島陸軍被服支廠・宇品陸軍糧秣支廠と異なって、唯一当時の施設が現存していない）。